# 日本館 (エプコット)
日本館（ジャパン・パビリオン、Japan Pavilion）は、アメリカ合衆国フロリダ州のウォルト・ディズニー・ワールド・リゾートにあるディズニーパーク「エプコット」のワールド・ショーケースの一部である。パビリオンは、アメリカン・アドベンチャーとモロッコ館の間に位置している。

## 歴史
日本館は、ワールド・ショーケースのもとからのパビリオンの1つで、1970年代の終わりには計画されていた。パビリオンには、多くのアトラクションが提案されており、ショーの建物もつくられていたが、未使用のまま終わった。ミート・ザ・ワールドは、計画されていたアトラクションの1つであり、東京ディズニーランドに以前あったミート・ザ・ワールドと同じようなアトラクションであった。しかし、映像に使われるであろう第二次世界大戦の描写が多くの退役軍人の反発を生むことを恐れたため、破談になった。オープン直前だったので、建物や回転台は建てられていたが、使用されずに終わった。
また、何年もイマジニアは、ディズニーランドのマッターホルン・ボブスレーに続く屋内ジェットコースターを計画していた。しかし、テーマは日本の富士山だった。富士フイルムは、1990年代初めには、スポンサーになりたかったが、エプコットのスポンサーであり富士フイルムのライバル会社でもあるコダックが、その申し出を断るよう、ディズニーを説得した。マッターホルンは、後にディズニー・アニマルキングダム・パークのエクスペディション・エベレストで設計に使用された。他に、ゲストが新幹線を模したライドに乗り、窓（実際はスクリーン）に映る日本の景色を楽しむ、「サークル・ビジョン」というアトラクションも計画された。列車は、地方を走る列車のように揺れることも考えられた。

## 配置

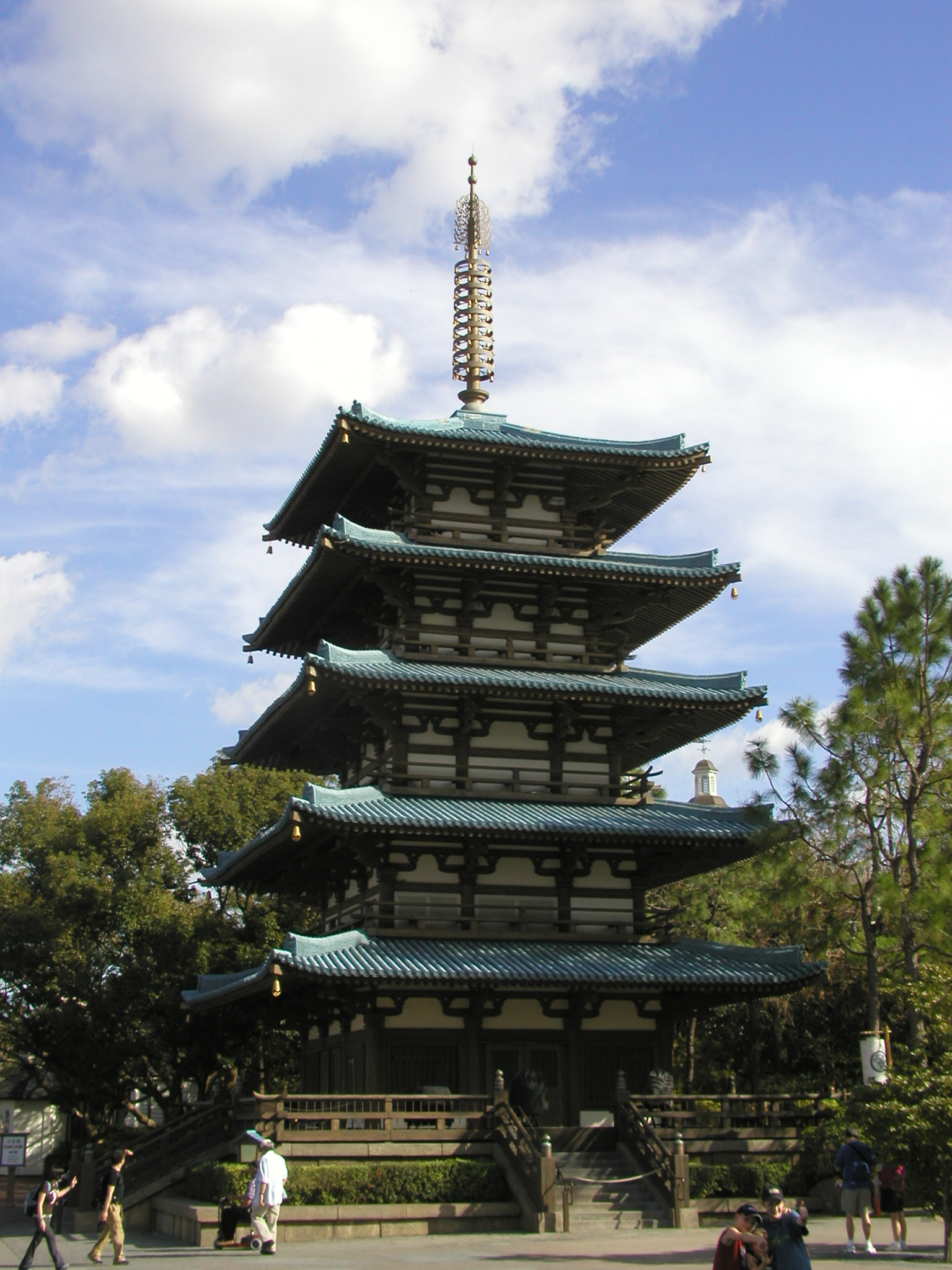
日本館の塔

日本館は、庭を囲むパビリオンから構成される。庭の入口は、日本風の塔が特徴となっている。鳥居がパビリオンの前の水上に建っている。この場所は、日本の池、庭園でいっぱいになっている。庭の奥には、堀のある日本の城門があり、日本の文化の最先端を展示している。

## アトラクションとサービス

### アトラクション
- 美術館 - 日本のアートのコレクション。
- エージェント・P・ワールド・ショーケース・アドベンチャー（2012年6月23日 - 現在）

### レストラン
- 鉄板江戸: 以前は、「鉄板焼きダイニングルーム」と呼ばれていた。シェフは、他の鉄板焼きレストランのように、ゲストの前で、素早く料理を焼く[5]。
- 四季彩: 寿司居酒屋（Shiki-Sai: Sushi Izakaya）

- 【終了】東京ダイニング: もともと、レストランは「天ぷら 菊」と「松の間ラウンジ」の2つのレストランに分かれていた。現在は天ぷらや寿司を中心としたバラエティー豊かなメニューを揃えたレストランになっている。

- 桂グリル: 軽食を扱うレストラン。照り焼きチキンやカレーライス、うどんやラーメンを取り扱う。
- 歌舞伎カフェ: かき氷
- ガーデンハウス: 日本酒
- 匠亭: 2019年8月6日にオープン。ディナーでは和牛のコースなどが楽しめる。

### ショッピング
- 三越マーシャンダイズストア: 店内は、４つのゾーン（「錦の賑わい」「禅の静寂」「時代の調和」「革新の趣」）に分かれており、衣服、ジュエリー、書籍、漫画、アニメグッズ（ポスターなど）、おもちゃのような多くの日本のアイテムを販売している。様々な商品を置くため、以前よりも拡張した。店の多くの部分は、アメリカで関心の高まっているポップカルチャー製品を売っている。

### エンターテインメント
- 祭座: 祭座では、塔の下で、日本人が太鼓を叩いている[6]。

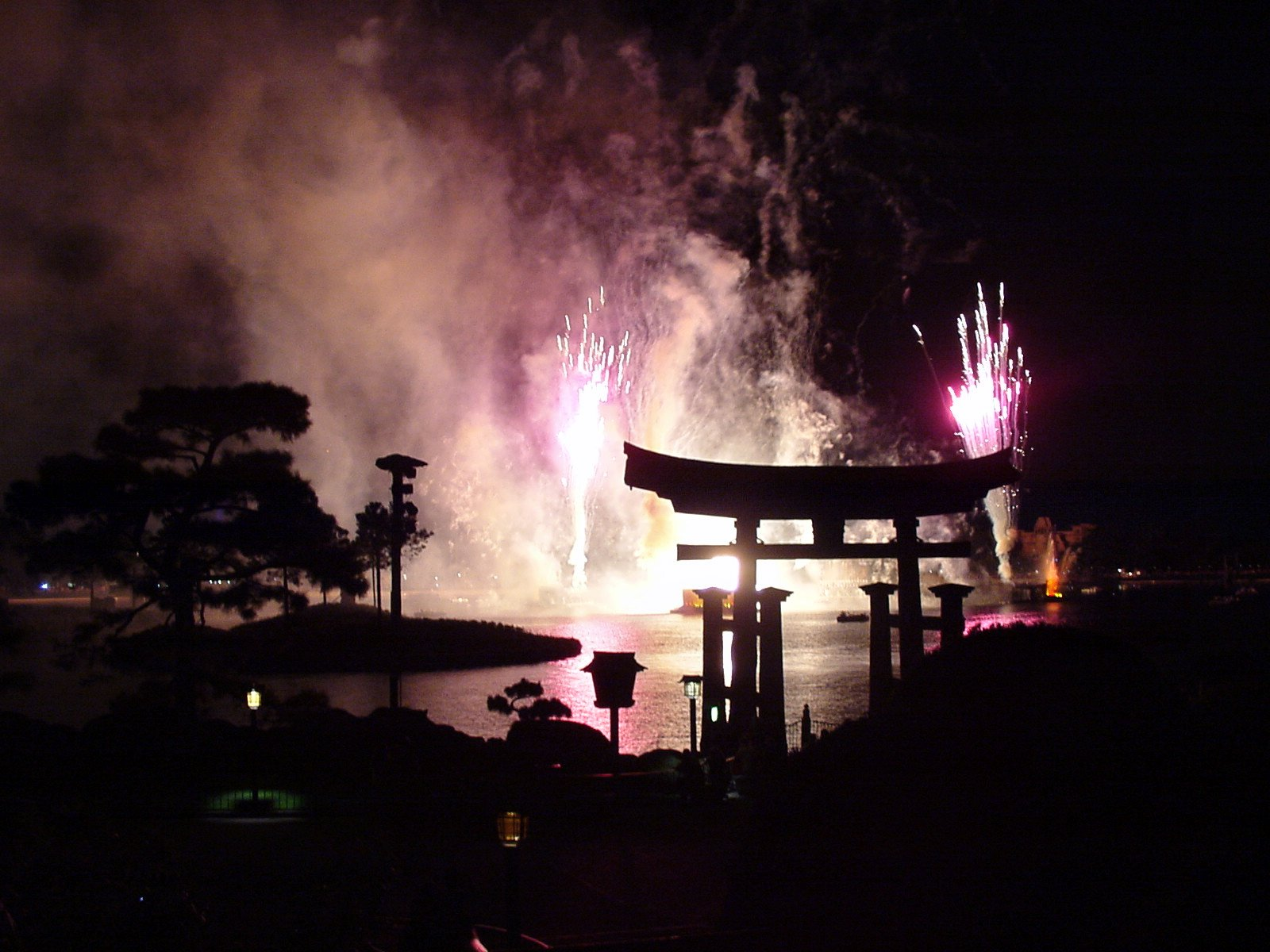
エプコットの日本館から見たショー「イルミネーションズ：リフレクションズ・オブ・アース」